# Смертельные змеи
Смерте́льные зме́и (лат. Acanthophis) — род австралийских крайне ядовитых змей. Относятся к числу самых ядовитых змей на планете. Название переводится с греческого как «колючая змея».
Эти змеи, относящиеся к семейству аспидов, в процессе конвергентной эволюции приобрели черты гадюк, которые не водятся в Австралии. У смертельных змей необычно широкие для аспидов головы треугольной формы с выраженным шейным перехватом и вертикальные зрачки. Ноздри лежат сбоку и открываются посреди крупного щитка. Тело толстое и кургузое, обычно 50–90 см длиной; самки чуть крупнее самцов. Сильно суженный хвост оканчивается роговым шипом — видоизменённым щитком. Окраска сильно изменчива, от серой до коричневой, что отчасти зависит от цвета почвы и растительности в местности, где обитает змея; спина испещрена неправильными поперечными чёрными полосами; конец хвоста часто окрашен в чёрный и/или белый цвета.

## Таксономия
Существуют 3 основных вида смертельных змей (ещё два являются спорными):
- Acanthophis antarcticus — гадюкообразная смертельная змея — широко распространена в Австралии; встречается на прибрежных островах, но не водится в центральных пустынях и в наиболее холодных частях юго-востока Австралии (Виктория, часть Нового Южного Уэльса, а также Тасмания). Водится и в восточной части острова Новая Гвинея.
- Acanthophis praelongus — ново-гвинейская смертельная змея — водится на острове Новая Гвинея и в тропической части северной Австралии.
- Acanthophis pyrrhus — пустынная смертельная змея — распространена в засушливых частях Австралии: Западная Австралия, юг Северной Территории и север Южной Австралии.

## Образ жизни
Смертельные змеи ведут наземный образ жизни. Они довольно широко распространены и не относятся к числу охраняемых видов. Излюбленным местом их обитания является малонаселённый буш, особенно холмы, поросшие злаками спинифекс и триодия, — эти змеи крайне чувствительны ко всем формам разрушения окружающей среды. На Новой Гвинее они чаще всего встречаются в муссонных и дождевых лесах и даже на кофейных плантациях. Все они ведут преимущественно ночной образ жизни и крайне скрытны; днём большую часть времени проводят, поджидая в засаде добычу или отдыхая. Неуклюжесть и сравнительная медлительность делает их лёгкой добычей для хищников, поэтому передвигаться они предпочитают под покровом ночи, причём в основном когда погода неустойчива и приближается холодный атмосферный фронт. Легче всего смертельных змей отыскать безлунной ночью, когда они переползают просёлочные дороги; как правило, это самцы, ищущие самок. В отличие от большинства австралийских змей, смертельные змеи не принимают отпугивающую позу, когда к ним приближаются, а лежат неподвижно, полагаясь на свою покровительственную окраску, или, на открытой местности, уползают. Большинство укусов происходит, когда на этих змей наступают; встречи с ними днём довольно редки. 
Смертельные змеи живородящи — в помёте в среднем 8 детёнышей; зрелость наступает на 2—3 году жизни.
Рацион смертельных змей включает земноводных, птиц, мелких млекопитающих, ящериц и зависит от местообитания. Охотятся они из засады, свернувшись в форме подковы, тело прячут в траве и опавшей листве и используют как приманку для добычи свой хвост, который медленно и червеобразно извивают. Когда потенциальная добыча приближается, привлечённая движениями приманки, змея нападает и хватает её; скорость броска такова, что животное обычно не успевает даже коснуться извивающегося хвоста.
Яд смертельных змей крайне токсичен — от одной змеи получают достаточно яда, чтобы убить 2 285 мышей. При укусе смертельная змея впрыскивает 70—100 мг яда (LD50 для мышей 0,4—0,5 мг/кг). Яд оказывает почти исключительно нейротоксическое воздействие и в 1,5 раза сильнее яда кобры (Naja naja). В отличие от укусов большинства австралийских аспидов симптомы отравления развиваются медленно, достигая максимума через 24—48 часов после укуса. До разработки специальной сыворотки от укусов этих змей умирали в половине зарегистрированных случаев. Смертельная змея Acanthophis antarcticus занимает 10 место в мире по ядовитости среди наземных змей.
Помимо разрушения среды обитания (расчистка буша, выпас скота) ущерб численности смертельных змей наносят домашние и одичавшие животные (коты, лисы). Тысячи этих змей ежегодно погибают под колесами автомобилей. Сильный урон их популяции в Австралии нанесло также распространение жабы ага. Змеи, питающиеся этими жабами, умирают, поскольку не имеют защиты от их ядовитых кожных желез. Кроме того, молодь змей часто поедается этими жабами.